# Federica Montseny
Federica Montseny Mañé (Madrid, 12 februari 1905 - Toulouse, 4 januari 1994) was een Spaans-Catalaanse syndicaliste, anarchiste en schrijfster. In 1936 werd ze benoemd tot minister van Volksgezondheid gedurende de Tweede Spaanse Republiek en werd daarmee de eerste vrouw die een ministerspost bekleedde in Spanje en een van de eerste vrouwelijke ministers in West-Europa. Ze publiceerde een aanzienlijk aantal werken met een politiek, ethisch, biografisch en autobiografisch karakter. Daarnaast publiceerde ze een vijftigtal novelles veelal met een sociaal-romantische achtergrond en een genderroldoorbrekende plot, specifiek gericht op vrouwen uit de arbeidersklasse.

## Vroege jaren
Federica Montseny Mañé werd geboren op 12 februari 1905 in Madrid, Spanje. Haar vader, Juan Montseny Carret, beter bekend onder zijn pseudoniem Federico Urales, was onderwijzer, schrijver en propagandist. Haar moeder, Teresa Mañé Miravet, ook bekend onder haar pseudoniem Soledad Gustavo, was onderwijzeres en een anarchistisch activiste. Beide ouders waren redactieleden van het anarchistische tijdschrift La Revista Blanca (1898–1905).
In 1912 keerden ze terug naar hun geboortestreek Catalonië waar ze later een uitgeverij gespecialiseerd in libertaire literatuur openden. Federica Montseny begon al op jonge leeftijd te schrijven en in 1920, nog maar vijftien jaar oud, publiceerde ze haar eerste novelle, getiteld Horas trágicas. Vanaf 1923 begon ze te schrijven voor anarchistische tijdschriften als Solidaridad Obrera, Tierra y Libertad, Nueva Senda en La Revista Blanca. Haar eerste roman, La Victoria, werd in 1925 gepubliceerd.
Samen met haar partner Josep Esgleas Jaume (alias Germinal Esgleas) kreeg ze drie kinderen: Vida (1933), Germinal (1938) en Blanca (1942).

## Anarchosyndicalisme
In 1927 trad Montseny toe tot de Federación Anarquista Ibérica (FAI) en in 1931 sloot ze zich aan bij de Confederación Nacional del Trabajo (CNT), een grote en invloedrijke anarchosyndicalistische vakbond, waar ze in de daaropvolgende jaren een vooraanstaande rol ging spelen en opviel door haar redenaarstalent. In 1932 ging ze op een propagandistische rondreis door Andalusië die zo succesvol verliep dat deze daarna in de rest van Spanje werd voortgezet. In het daaropvolgende jaar nam ze deel aan een protestbijeenkomst in Parijs gericht tegen de repressie in Spanje die uitmondde in het bloedbad van Casas Viejas.
In 1936 speelde ze een belangrijke rol tijdens het CNT-congres in Zaragoza, met name door haar inbreng rond het thema van het libertair communisme, en was ze een van de sprekers tijdens de sluitingsceremonie.

## Minister van Volksgezondheid en Sociaal Beleid
In Spanje brak op 19 juli 1936 de Spaanse Burgeroorlog en Revolutie uit nadat Francisco Franco een militaire en fascistische coup pleegde tegen de democratisch gekozen socialistische regering. Montseny werd in november 1936 gevraagd voor de ministerspost van Volksgezondheid en Sociaal Beleid in de regering van de Tweede Spaanse Republiek. Deze post zou zij uiteindelijk aanvaarden, ondanks haar aanvankelijke twijfels, ingegeven door haar principiële verwerping van centrale staats- en regeringsmacht als anarchiste. Ze werd daarmee de eerste Spaanse vrouw die een ministerspost bekleedde en een van de eerste vrouwelijke ministers in West-Europa na Aleksandra Kollontaj (Sovjet-Unie), Nina Bang (Denemarken), Miina Sillanpää (Finland) en Margaret Bondfield (Verenigd Koninkrijk). Tot haar CNT-collegaministers in het kabinet geleid door de socialist Francisco Largo Caballero hoorden Juan García Oliver (Justitie), Juan Peiró (Industrie) en Juan López (Handel). Hoewel deelname aan de regering een stap was die werd aangemoedigd door de CNT, teneinde een gezamenlijk front te vormen tegenover de fascistische dreiging van Franco's rebellenlegers, werd het besluit samen te werken met de regering binnen anarchistische kring ook sterk bekritiseerd, zowel tijdens de burgeroorlog, als lang daarna. Hierover ontstonden onder meer polemieken met Emma Goldman en in 1937 ontving Montseny een open brief met scherpe kritiek van de Italiaanse anarchist Camillo Berneri. Anarchisten hadden zich immers altijd tegen het gehele instituut van de regering verzet en waren van mening dat de besluitvorming bij het volk moest liggen.
De regering Largo Caballero werd al binnen zes maanden tot aftreden gedwongen en de resultaten van Montseny's ministerschap bleven daarom beperkt. Haar beleid was gericht op het voorzien in de behoeften van de armen en de arbeidersklasse en daartoe ondersteunde ze gedecentraliseerde responsieve en preventieve gezondheidszorgprogramma's. Ondanks de korte duur van haar ministerschap zette ze een programma op voor de opvang van oorlogsvluchtelingen en had ze concrete plannen ontwikkeld voor, onder meer, het opzetten van opvanghuizen voor kinderen uit oorlogsgebieden, gaarkeukens voor zwangere vrouwen, een lijst van beroepen die door gehandicapten konden worden vervuld, opvanghuizen voor vrouwen die de prostitutie wilden ontvluchten (liberatorios de prostitución) en het eerste wetsontwerp voor legalisatie van abortus in geheel Spanje.
Van de geplande opvanghuizen voor kinderen, die in niets te vergelijken waren met de bestaande deprimerende weeshuizen, kon er slechts één worden geopend, in de omgeving van Valencia. Ook was er onvoldoende tijd om meer dan een van de gaarkeukens voor zwangere vrouwen op te zetten. Geen van haar ander plannen konden worden uitgevoerd, en ook haar wetsontwerp voor het legaliseren van abortus werd terzijde geschoven na de val van het kabinet Largo Caballero die volgde op de gebeurtenissen in de meidagen van 1937. Na de val van de regering Caballero vormde zich de door de communisten gedomineerde regering van Juan Negrín. Na deze gebeurtenissen verklaarde Montseny overtuigd te zijn dat regeringsmacht nooit zou kunnen leiden tot diepgaande sociale verandering en dat dit doel alleen bereikt zou kunnen worden middels een libertaire revolutie.

## Ballingschap

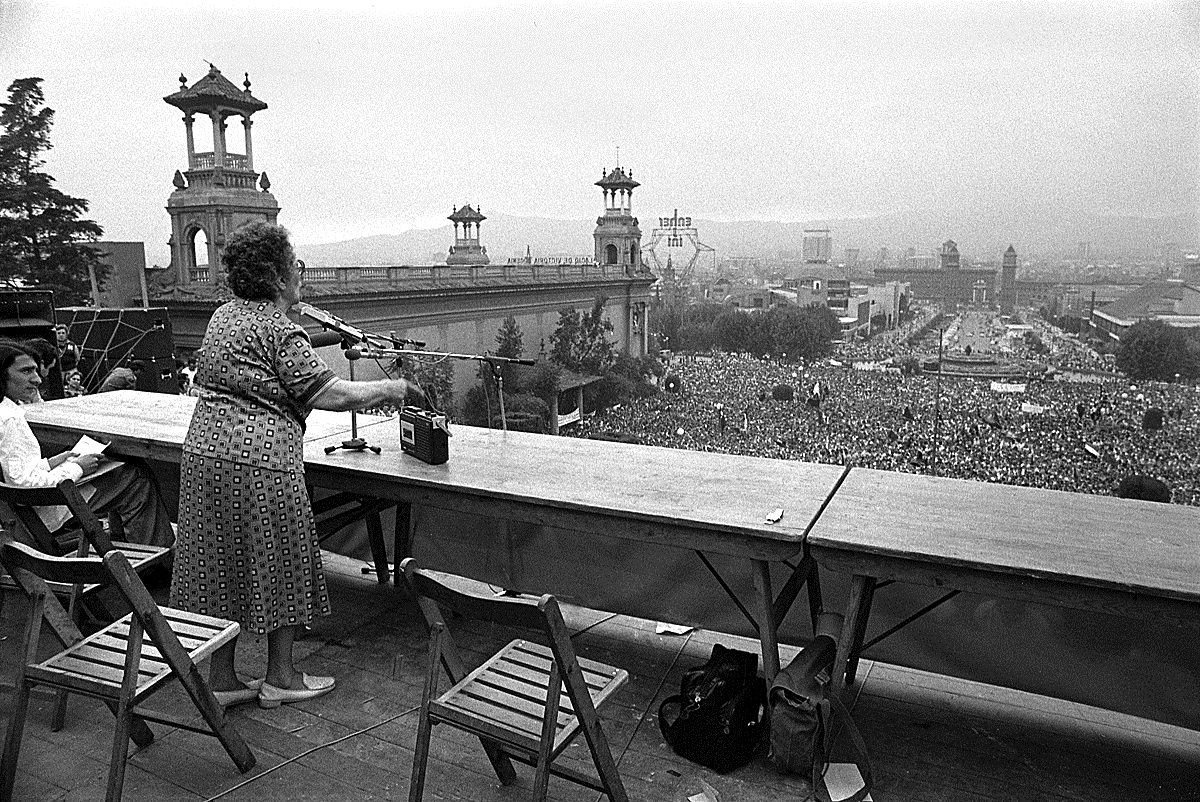
Federica Montseny tijdens de CNT-bijeenkomst van 1977 in Barcelona.

Net als duizenden andere Spanjaarden ontvluchtte ze het land in 1939, na de overwinning van Franco's troepen, en leefde in ballingschap in Frankrijk. Een uitleveringsverzoek van Franco's politiedienst werd door het Franse gerechtshof in Limoges verworpen. Wel werd ze door het Vichy-regime onder huisarrest geplaatst in het plaatsje Salon (Dordogne) tot de bevrijding van Frankrijk door de geallieerden in 1944.
Na de Tweede Wereldoorlog verhuisde ze naar Toulouse waar ze het schrijven hervatte en leiding gaf aan anarchistische tijdschriften als CNT en Espoir. Ook maakte ze deel uit van de Servicio de Evacuación de Refugiados Españoles (SERE) en Movimiento Libertario Español (MLE) en maakte mede in dat kader verschillende buitenlandse reizen, onder meer naar Zweden, Mexico, Canada, Engeland en Italië. In 1946 opende ze de uitgeverij Editorial Universo, die onder meer het tijdschrift Universo. Sociología, Ciencia y Arte en de jeugdreeks "Colección Lecturas para la Juventud" uitbracht.
Na de dood van Franco en de transitie naar een democratisch bestel in 1977, bezocht ze Spanje regelmatig en hielp bij het weer opzetten van de CNT-organisatiestructuren in Spanje. Ook vanuit haar woonplaats Toulouse bleef ze zich inzetten voor de CNT, waar ze tot haar dood een groot prestige genoot. In haar laatste levensjaren ijverde ze bij de Spaanse staat voor de restitutie van CNT-bezittingen die na de Spaanse burgeroorlog door het Franco-regime waren onteigend. Op 14 januari 1994 overleed ze op 88-jarige leeftijd in haar woonplaats Toulouse.
- Bibsys: 5077222
- Biblioteca Nacional de España: XX1154984
- Bibliothèque nationale de France: cb120270058 (data)
- Catàleg d'autoritats de noms i títols de Catalunya: 981058521456406706
- CiNii: DA09194493
- Gemeinsame Normdatei: 118837486
- International Standard Name Identifier: 0000 0000 8182 6701
- Library of Congress Control Number: n79079088
- Nationale Bibliotheek van Israël: 987007315957805171
- Nederlandse Thesaurus van Auteursnamen: 289036542
- Système universitaire de documentation: 03317301X
- Virtual International Authority File: 114435630
- WorldCat: E39PBJqK8kYDRXgyFjgtrbymVC